# راي مندوزا
راي مندوزا (بالإسبانية: Ray Mendoza)‏ هو مصارع محترف مكسيكي، ولد في 6 يوليو 1929 في مدينة مكسيكو في المكسيك، وتوفي في 16 أبريل 2003 في Naucalpan de Juárez ‏ في المكسيك بسبب قصور كلوي.

## وصلات خارجية
- راي مندوزا على موقع CageMatch worker (الإنجليزية)

- راي مندوزا على موقع IMDb (الإنجليزية)